# Fangenturm (Münden)

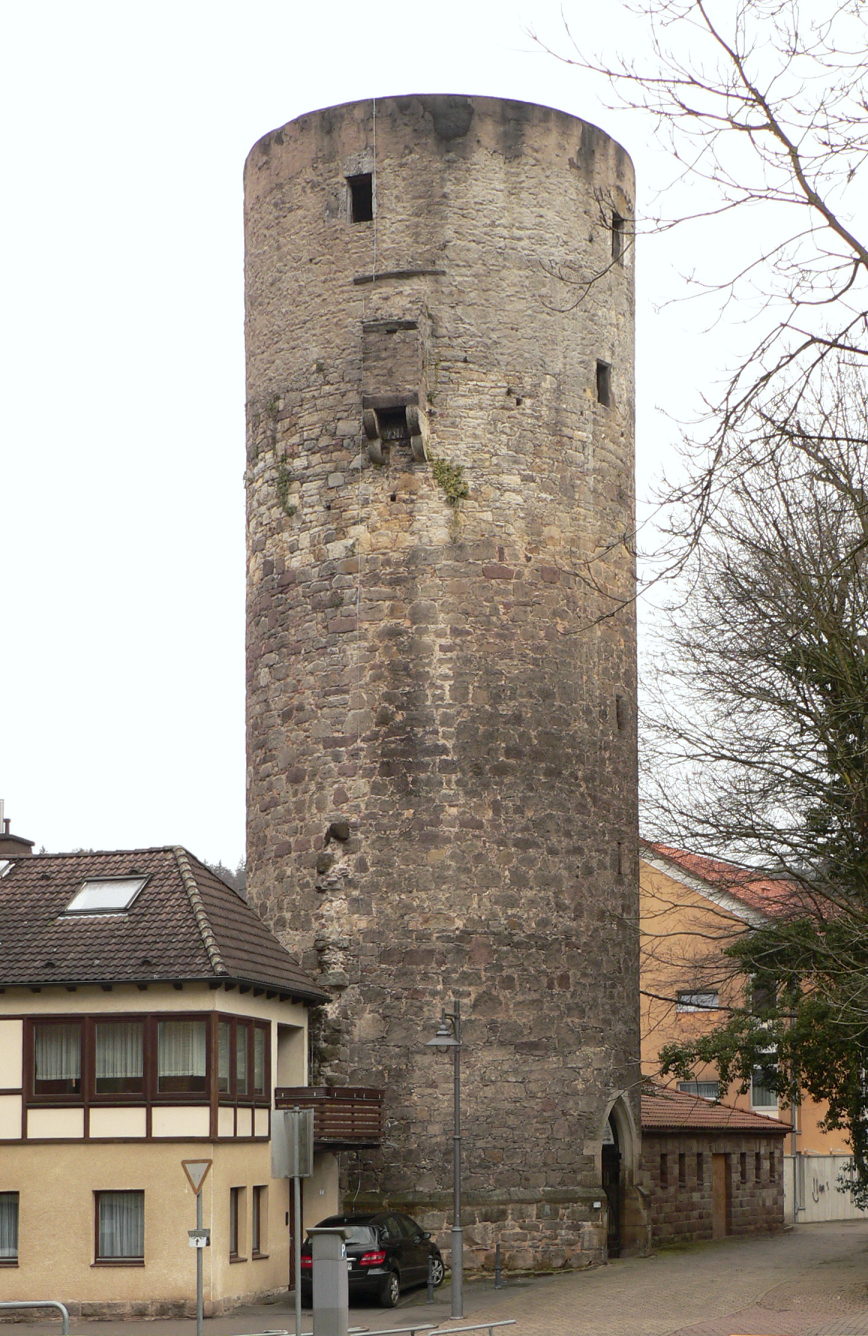
Der Fangenturm, auch Kronenturm genannt, links das frühere Hotel „Zur Krone“

Der Fangenturm (auch Kronenturm) ist ein früherer Wehrturm in Hann. Münden in Südniedersachsen. Der 27,7 Meter hohe Turm gehörte zur mittelalterlichen Stadtbefestigung Münden und wurde als Mauerturm in der Stadtmauer errichtet. Die Benennung beruht, wie bei anderen Fangentürmen, auf seinem als Gefängnis genutzten Verlies.

## Lage
Der Fangenturm befindet sich auf der Ostseite des mittelalterlichen Stadtkerns. In diesem Bereich verlief 
die Stadtmauer grob in Nord-Süd-Richtung. Vom Fangenturm aus befanden sich die nächsten Befestigungsanlagen an der Stadtmauer in 130 Meter Entfernung im Norden mit dem Hampeschen Turm und 75 Meter im Süden mit einem Bollwerk.
Auf der Westseite, dem stadtseitigen Bereich, ist der Fangenturm in einen Gebäudebestand eingebettet. Dazu gehört das ehemalige Hotel „Zur Krone“, nach dem der Turm als Kronenturm benannt wurde. Östlich des Turms auf der früheren Stadtaußenseite liegt ein weitläufiger, baumbestandener Park, in dem sich bis ins 19. Jahrhundert Wallanlagen der Stadtbefestigung fanden.

## Baubeschreibung
Im unteren Bereich hat der Turm einen Mauerdurchmesser von etwa drei Metern. Der Turmgrundriss ist kreisrund, während die meisten anderen Wehrtürme des Ortes die Form eines Halbkreises mit verlängerten Seitenwangen aufweisen. Im oberen Bereich des Turms befindet sich auf der Südseite eine Pechnase. Durch diese konnte zur Abwehr von Angreifern flüssiges Pech oder heißes Wasser gegossen werden.
An der Nordseite des Fangenturms schließt sich ein kurzes Reststück der Stadtmauer an, die in diesem Bereich etwa fünf Meter hoch war. Auf der Westseite des Turms in Richtung zur Stadt ragen in vier Meter Höhe Steinbrocken aus dem Turm heraus. Es handelt sich um frühere Konsolen, die den entlang der Stadtmauer verlaufenden Wehrgang trugen. Der ursprüngliche Zugang zum Turm bestand aus einer Tür auf der Stadtinnenseite, die nur vom Wehrgang aus zu erreichen war. Der heutige Turmeingang auf der Stadtaußenseite entstand 1904, als ein Durchgang zum Wintergarten des Hotels „Zur Krone“ geschaffen wurde.
Der unterste Innenraum des Turms war ein Verlies mit einem trichterförmigen Gewölbe, das nur über eine runde Deckenöffnung zugänglich war. Das nächsthöhere Turmgeschoss bestand ebenfalls aus einem Gewölbe mit einer viereckigen Deckenöffnung.
Der Fangenturm zählt den Wehrtürmen der Stadtmauer, die weitgehend im originalen Zustand erhalten geblieben sind. Nach Aufgabe der Stadtbefestigung im 19. Jahrhundert unterlag er keiner weiteren Nutzung, wie zum Beispiel der Fährenpfortenturm und der Hampesche Turm als Schrottürme.

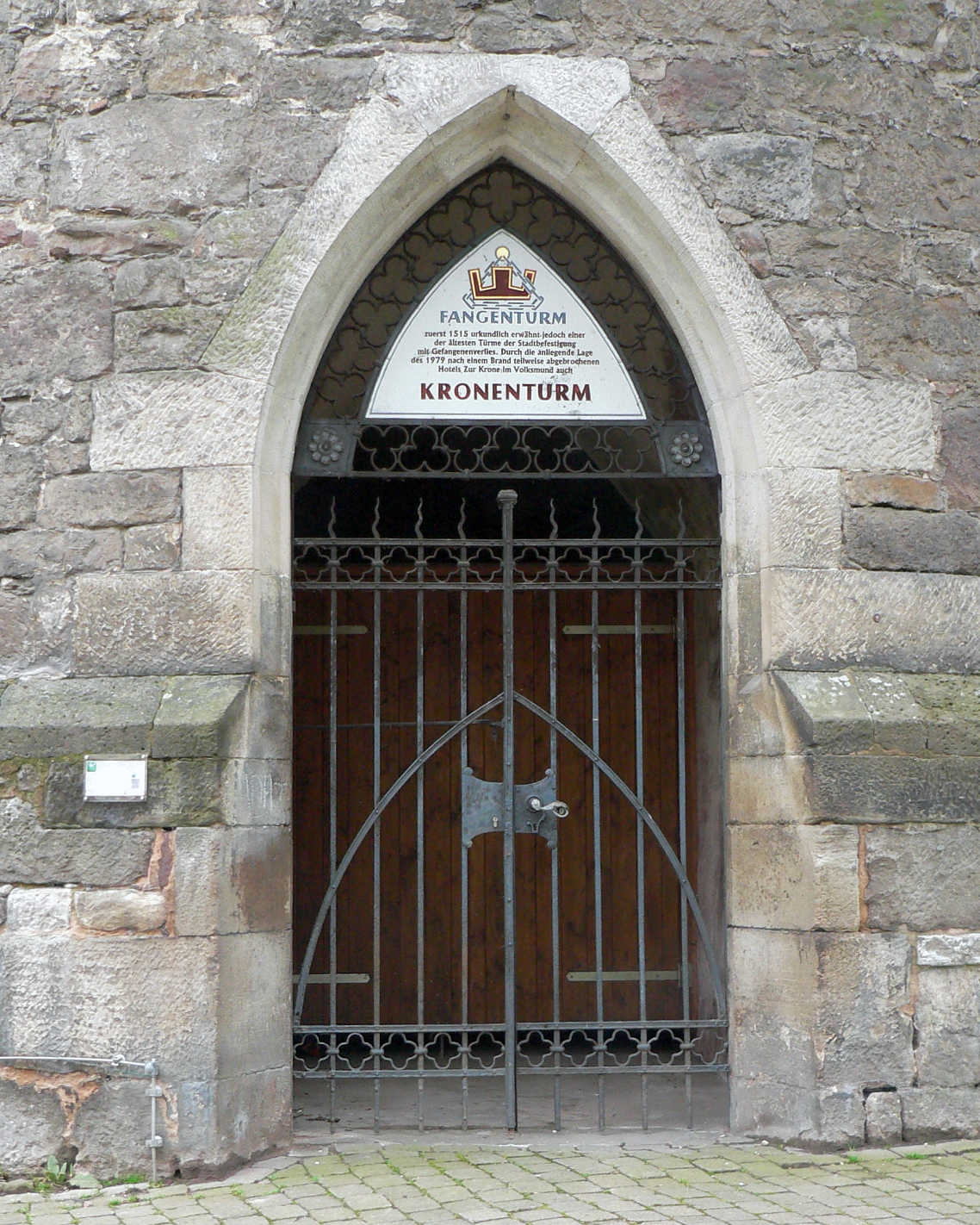
1904 geschaffene Tür an der Stadtaußenseite des Fangenturm in Richtung Park
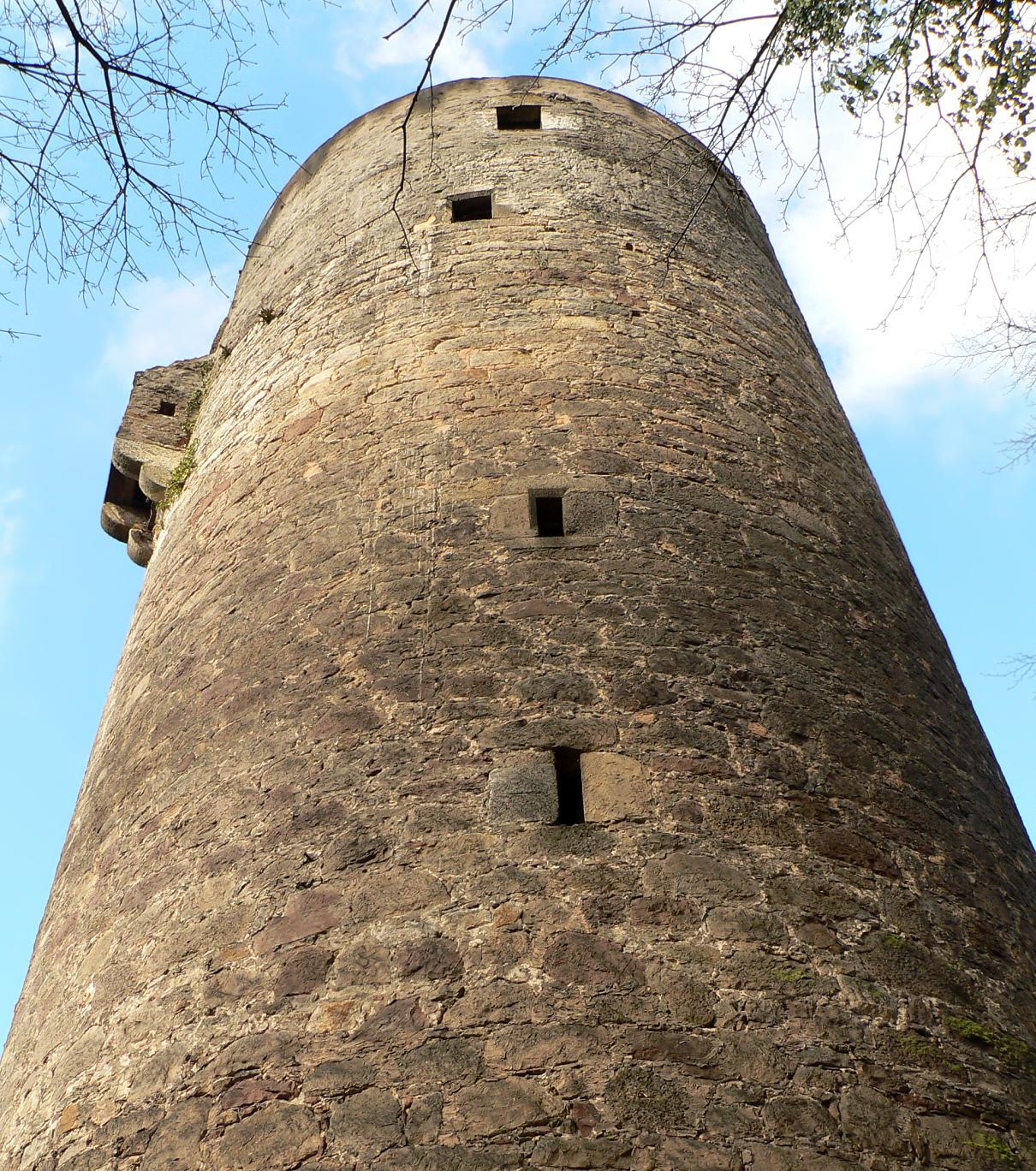
Ansicht von unten
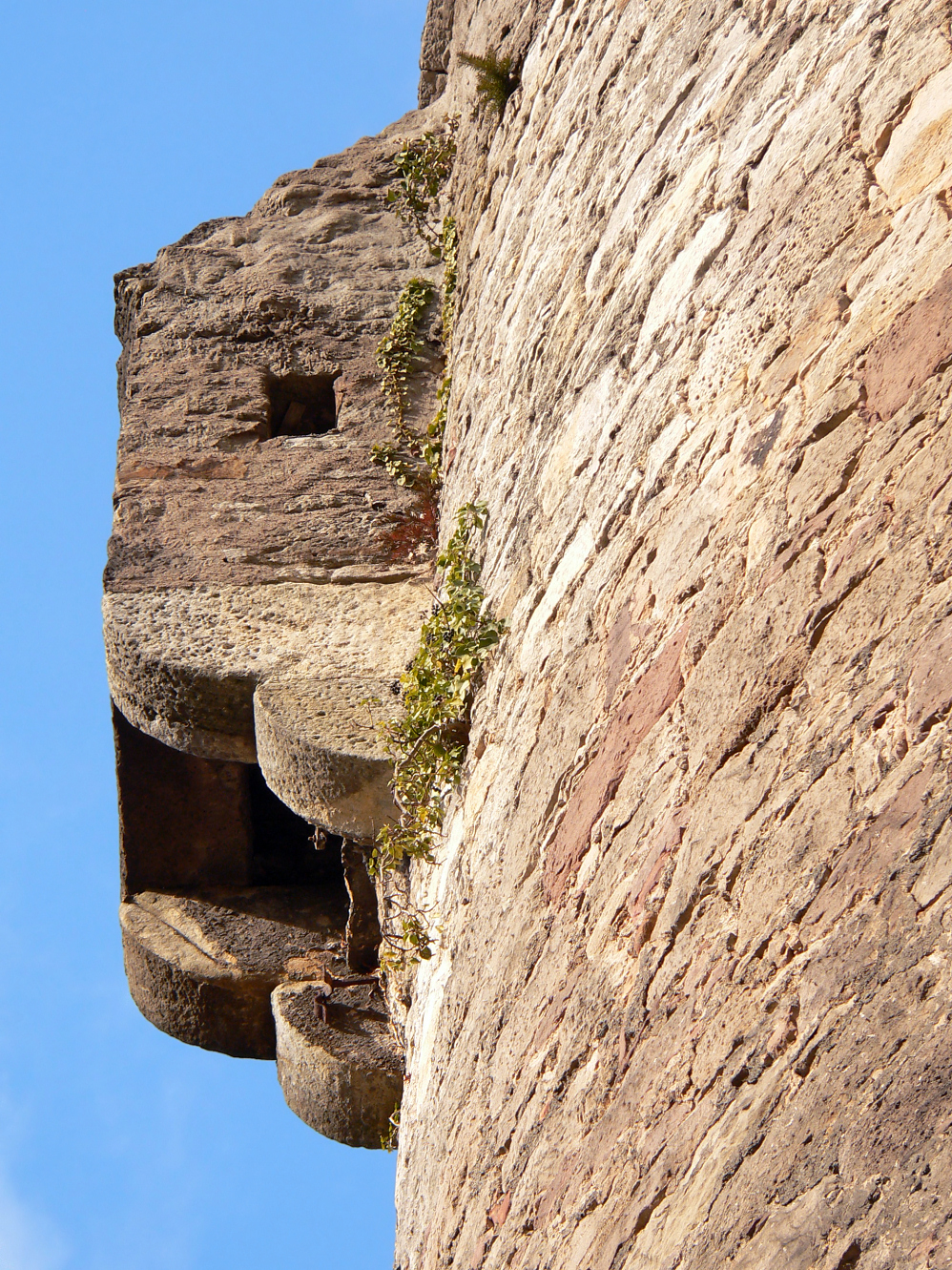
Pechnase am Turm

## Geschichte
Der Fangenturm zählt zu den ältesten Türmen der Stadtbefestigung. Erstmals erwähnt wird er 1515 in einer Kämmereirechnung der Stadt Münden, während die Stadtmauer bereits ab dem Jahr 1200 entstanden war. Aus dem Jahr 1615 gibt es eine Erwähnung des Turms als Grauer Rock. Den Ausdruck erklärt das Grimmsche Wörterbuch als „Kleid eines armen Sünders“. Die Bezeichnung dürfte im Zusammenhang mit der Nutzung des Turmverlieses als Gefängnis stehen. 1849 stieß man im Verlies auf das Skelett eines halbwüchsigen Menschen. Die Entdeckung erfolgte, als der Turm aufgebrochen wurde, um darin eine Gerätekammer für den Friedhof in den benachbarten Wallanlagen einzurichten.
1997 wurde der Verlauf der Stadtmauer zwischen dem Fangenturm und dem Hampeschen Turm archäologisch untersucht. Die Maßnahme erfolgte vor dem Neubau des Herzogin-Elisabeth-Stiftes, dessen Gebäudefassade den Verlauf der Stadtmauer annähernd wiedergibt.